# Кутчи
Кутчи (узб. Qutchi / Қутчи) — посёлок городского типа, расположенный на территории Шахрисабзского района Кашкадарьинской области Республики Узбекистан. Ближайшими населёнными пунктами к посёлку являются посёлки Чорснаба, Зарача и Арабон. Не далеко находиться река Танхоздарья, которая обеспечивает водоснабжение этого района.  Статус посёлка городского типа с 2009 года.
Инфраструктура:  фермерское хозяйство,  две школы: №28 и №2. В составе посёлка также находится махалля (община)  "Кутчи", которая была образована 12 апреля 1999 года.
Посёлок Кутчи в народе также произносится как Куччи или Кушчи. В исторических источниках упоминается, что на территории Шахрисабзского района, ранее жили кутчи (или куччи), которые являются одним из древних узбекских племен.